# Мадагаскарский карликовый бегемот

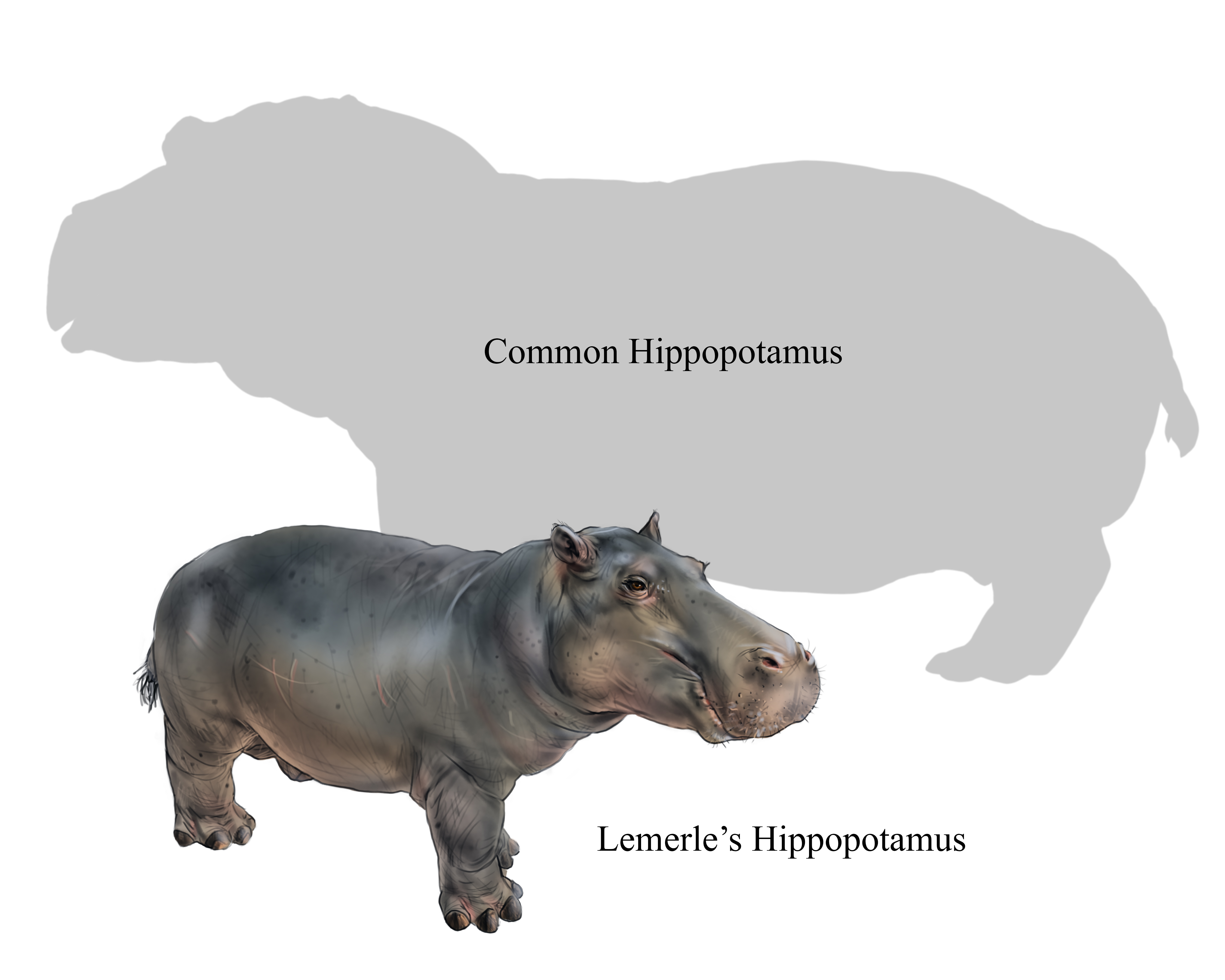
Сравнение размеров мадагаскарского карликового бегемота Hippopotamus lemerlei и обыкновенного бегемота

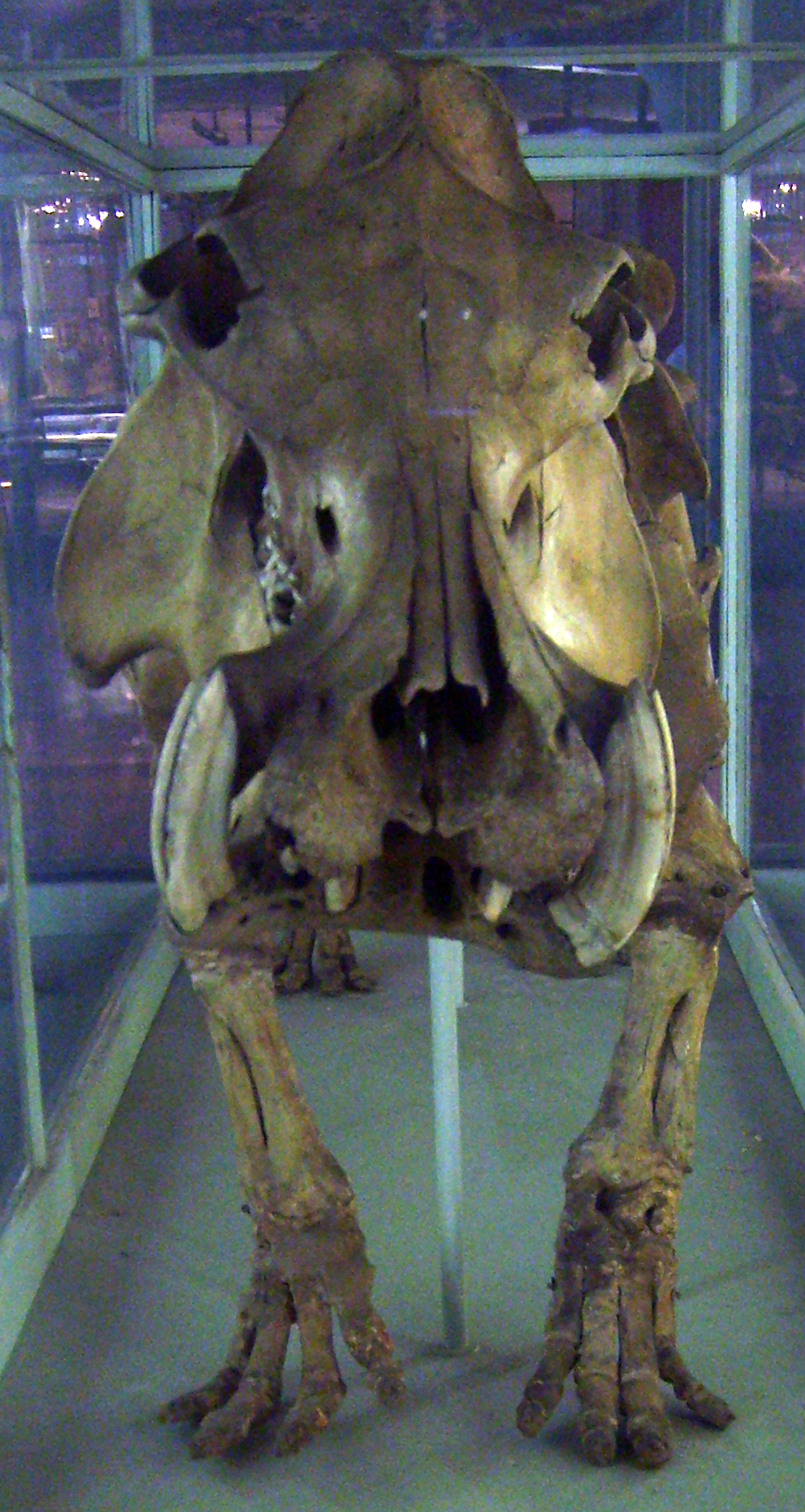
Скелет Hippopotamus lemerlei

Мадагаскарский карликовый бегемот — общее название для нескольких видов вымерших бегемотовых, некогда обитавших на территории Мадагаскара, внешне очень схожих с современными карликовыми бегемотами (Choeropsis liberiensis), встречающимися в Африке.

## Происхождение
Происхождение мадагаскарских карликовых бегемотов до сих пор остается дискуссионным, но, как правило, их рассматривают как потомков континентального обыкновенного бегемота (Hippopotamus amphibius). Учитывая то, что бегемоты являются полуводными млекопитающими, такой вариант расселения вполне вероятен, тем более что на момент расселения, по-видимому, пролив между Африкой и Мадагаскаром был значительно мельче, хотя и само время расселения требует значительных исследований.
Что касается размеров мадагаскарский бегемотов (не более 2 м против 3—5 м), то миниатюризация животных может быть связана с островной карликовостью. В условиях изоляции на небольшой территории, ограниченности ресурсов, отсутствия пресса хищников, а также ограниченного обмена генами отбор идет по пути уменьшения линейных размеров.

## Виды
Систематика внутри группы также несколько спорна. Рассматривают три вида мадагаскарских карликовых бегемотов: H. lemerlei, H. madagascariensis и H. laloumena, однако последний был возведён в ранг вида на ограниченном материале. Первые же два достаточно полно описаны и сравнены между собой, выявлен ряд отличий, основанных в основном на характеристиках черепа.

### Hippopotamus lemerlei

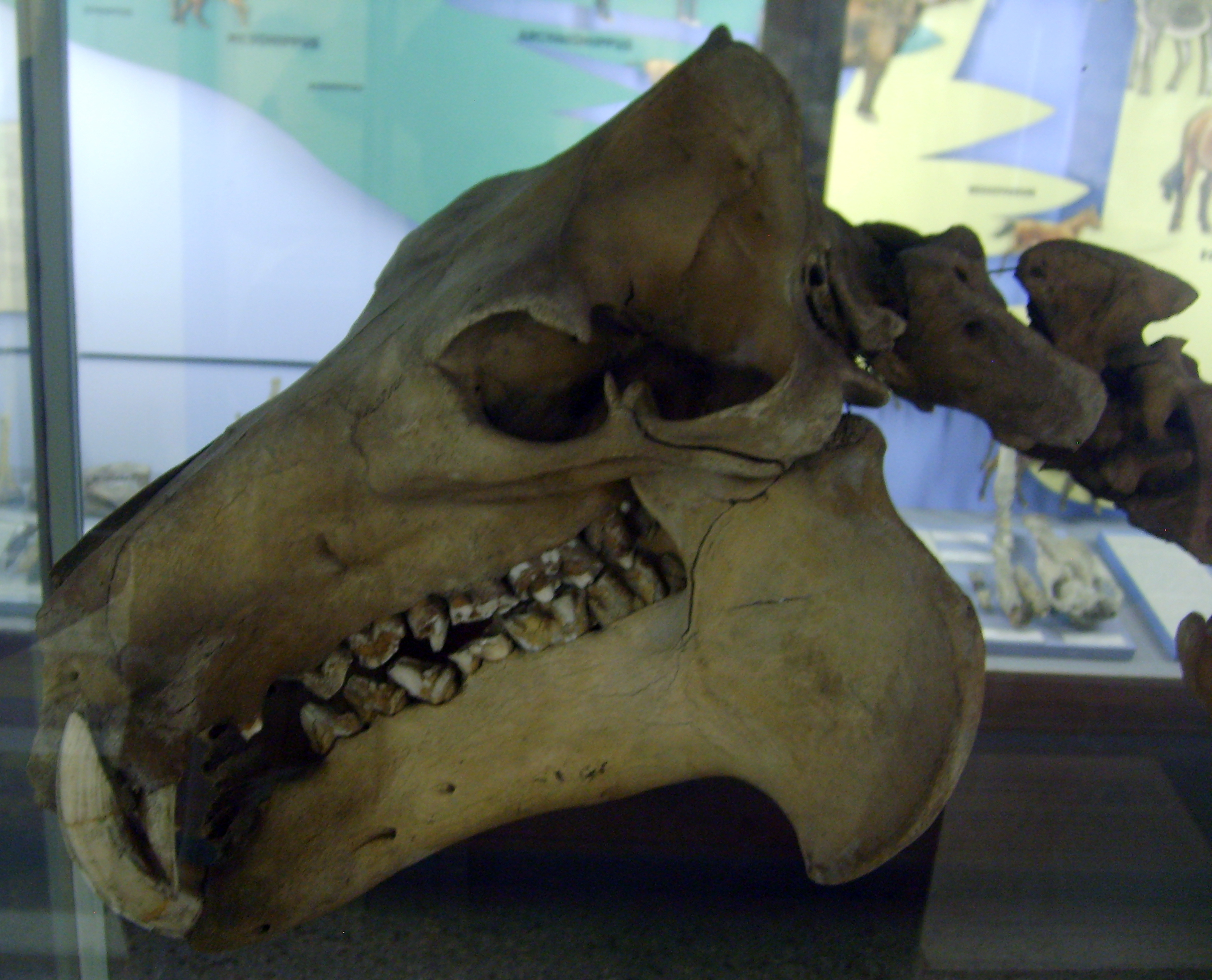
Череп Hippopotamus lemerlei

Вероятнее всего, H. lemerlei вёл образ жизни, сходный с таковым обыкновенного бегемота, о чём свидетельствуют выступающие глазницы, и являлся обитателем пресноводных рек. Рацион питания также похож, о чём говорит общая морфология черепа и нижней челюсти в частности.
Несмотря на вероятное родство с обыкновенным бегемотом, по размерам мадагаскарские бегемоты сопоставимы скорее с карликовыми: наибольший найденный экземпляр составляет в длину 2 м и 0,7 м в высоту, а кроме того, палеонтологические находки свидетельствуют о большой вероятности присутствия полового диморфизма вида. От H. madagascariensis, отличается менее массивным черепом, глубокой суставной ямкой
H. lemerlei в основном известен из находок в прибрежной зоне южной равнинной части Мадагаскара, а результаты радиоуглеродного анализа 2004 года свидетельствуют о том, что данный вид обитал там ещё в 1000 году н.э. Считается, что определяющую роль в вымирании этого вида карликовых бегемотов внёс человек, для которого мадагаскарские карликовые являлись лёгкой добычей.

### Hippopotamus madagascariensis

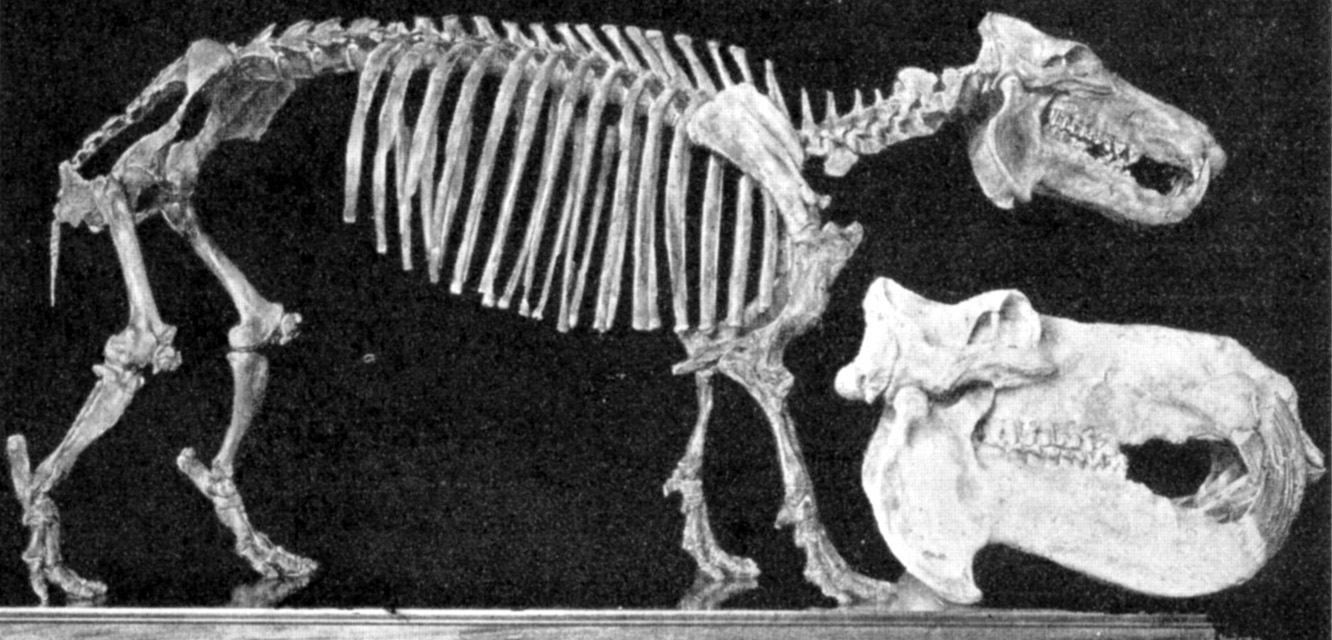
Скелет Hippopotamus madagascariensis и череп обыкновенного бегемота

H. madagascariensis, или H. guldbergi — вид, давший название всей группе мадагаскарских карликовых бегемотов. Он известен по находкам в высокогорных частях Мадагаскара, вероятно, как и H. lemerlei, обитал ещё 1000 лет назад. От упомянутого подвида отличается более массивным строением черепа, направлением износа резцов, примерно равным соотношением между высотой и шириной глазниц (у H. lemerlei высота больше ширины), менее глубокой суставной ямкой плечевого сустава и ещё рядом особенностей.
Более низкая посадка глазниц служит основанием для предположение, что мадагаскарский карликовый бегемот был, вероятно, менее связан с водой, чем H. lemerlei, а строение нижней челюсти и тип изнашивания резцов свидетельствует о том, что рацион питания отличен от обыкновенного бегемота, а значит, и от H. lemerlei, и больше сходен с таковым карликового бегемота. Основной причиной вымирания считается истребление человеком, так как он являлся лёгкой добычей для охотников.

### Hippopotamus laloumena
Вид был описан в 1990 году на основании найденных остатков конечностей и нижней челюсти в восточной части Мадагаскара. Предположительно, вид очень похож на обыкновенного бегемота, но более мелкий, хотя и крупнее, чем два остальные вида мадагаскарских карликовых бегемотов.

## Устные легенды
Хотя ни одни останки гиппопотамов, обнаруженные на Мадагаскаре, не свидетельствуют об обитании этих животных на острове в течение последней тысячи лет, бегемоты необычно широко представлены в местном фольклоре. Так, в 1990-х годах исследователь столкнулся с рассказами деревенских жителей, согласно которым подобное животное посетило их селение в 1976 году.
Сила этих верований такова, что МСОП относит мадагаскарских карликовых бегемотов к недавно вымершим видам.